# Hulha Negra

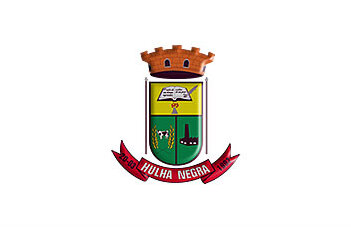
Escudo de Hulha Negra o Río Negro

Hulha Negra o Río Negro es un municipio brasileño del estado de Rio Grande do Sul, en la división administrativa a la que da nombre.
Su ubicación geográfica corresponde a las coordenadas S 31° 24' 15'' W 53° 52' 10'' y está a 265 m s. n. m.
- Datos: Q1750097
- Multimedia: Hulha Negra / Q1750097